# Borduurring

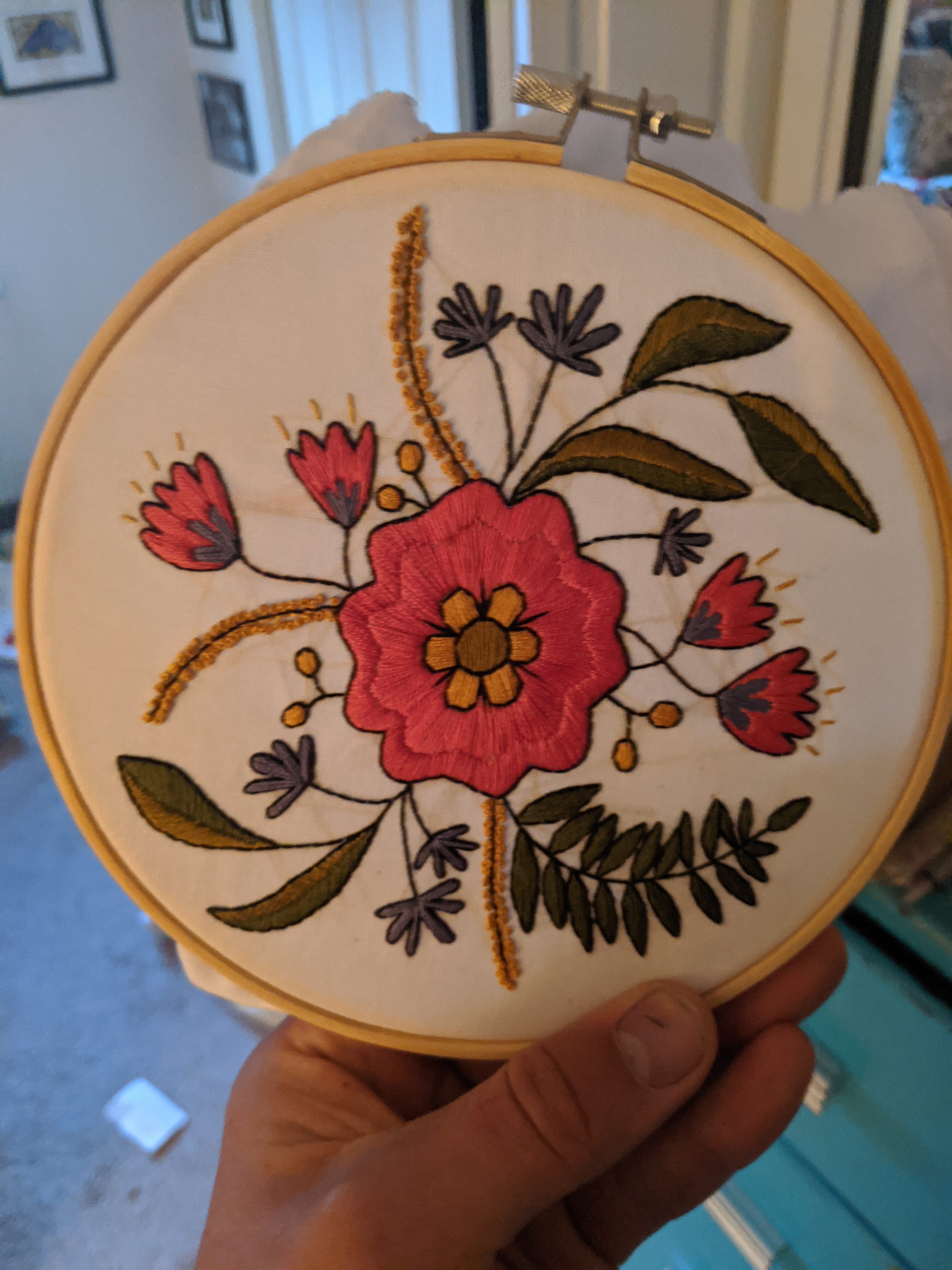
Borduurring met opgespannen borduurwerk. Bovenaan zit de schroef

Een borduurring is gereedschap dat gebruikt wordt bij het borduren. Met een borduurring kan de stof worden opgespannen. Daarmee wordt voorkomen dat de borduursteken samentrekken en de stof gaat rimpelen.

## Constructie en materiaal
Borduurringen bestaan uit twee delen: een binnenste en een buitenste ring. De twee ringen zijn veelal concentrisch, zowel in ronde als in ovale vorm. De buitenste ring heeft een constructie waarmee de diameter kan worden ingesteld, meestal bestaande uit een schroefconstructie.
Borduurringen bestaan in verschillende maten, die variëren rond 4-26 cm.
De ringen zijn veelal gemaakt van hout, metaal of kunststof, maar in het verleden werden ook ringen van been of ivoor gebruikt.
Er bestaan borduurringen die geïnstalleerd worden op een statief, zodat de ring tijdens het borduren niet in de hand gehouden hoeft te worden.
Voor groot borduurwerk wordt een borduurraam gebruikt met een rechthoekige vorm.

## Gebruik
De borduurstof, zoals stramien, wordt op de binnenste ring gelegd. Daarna wordt de buitenste ring, die een iets grotere diameter heeft, eroverheen geschoven en vastgemaakt met de schroef. De stof komt daarmee onder spanning te staan.

Borduurringen kunnen ook gebruikt worden bij het machinaal borduren.

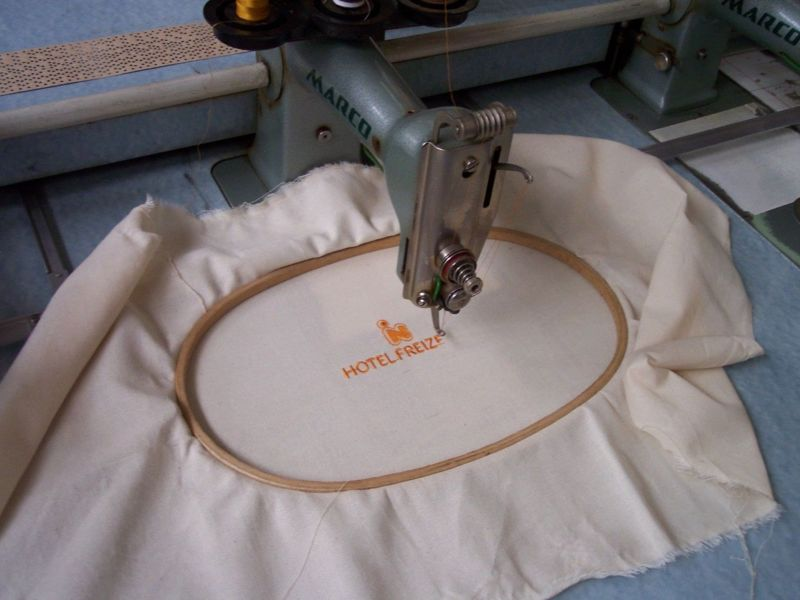
Ovale borduurring gebruikt bij machinaal borduren
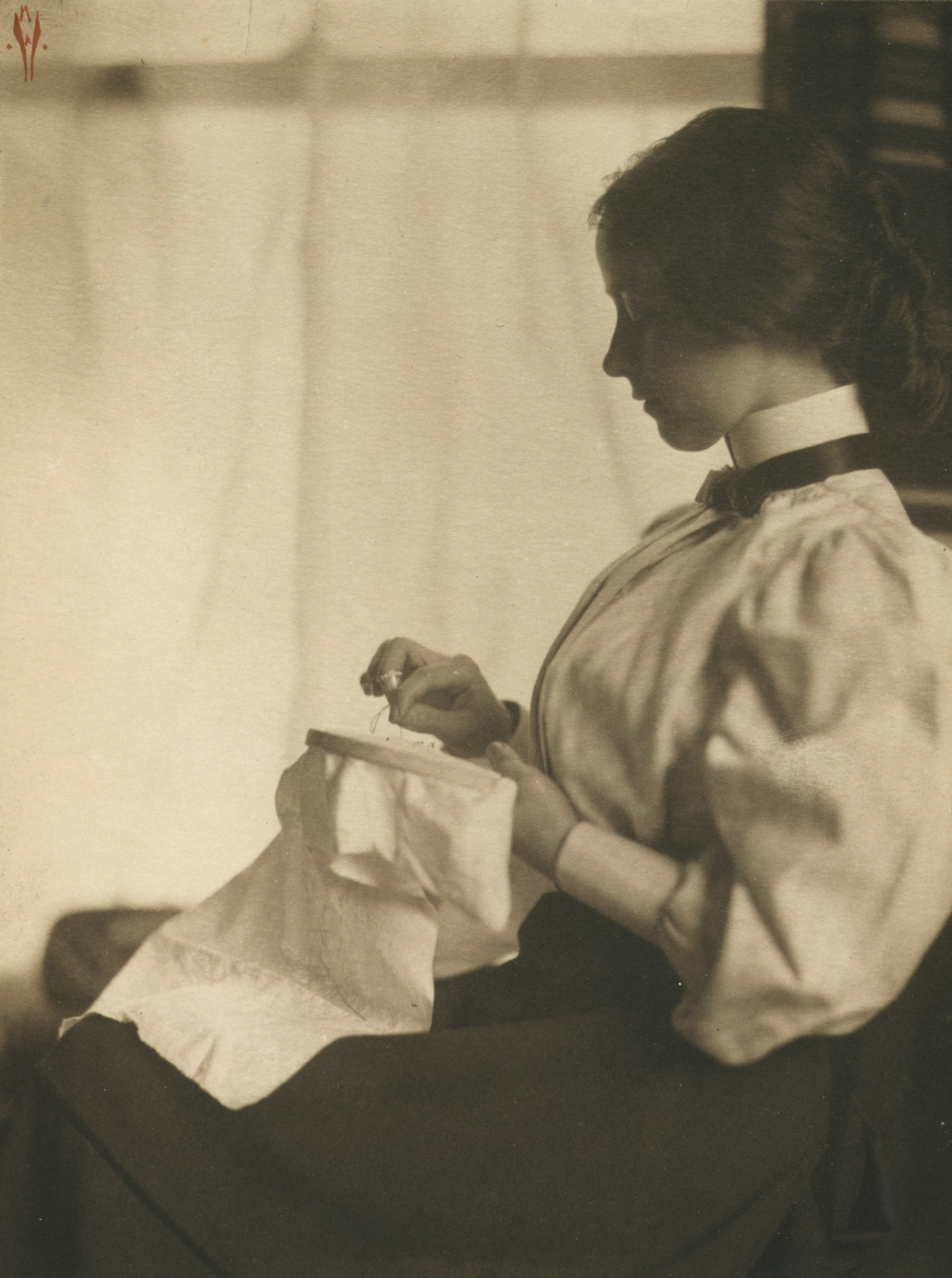
Vrouw aan het borduren met een borduurring, foto door Mathilde Weil

## Wetenswaardigheden
Borduurringen worden ook wel gebruikt om een rond borduurwerk permanent in te lijsten.